# Sant’Angelo Lomellina
Sant’Angelo Lomellina (lombardul: Sant Angiäl) település Olaszországban, Lombardia régióban, Pavia megyében. Lakosainak száma 813 fő (2023. január 1.). Sant’Angelo Lomellina Castello d’Agogna, Castelnovetto, Ceretto Lomellina, Cozzo és Zeme községekkel határos.

## Népesség
A település lakossága az elmúlt években az alábbi módon változott:
| Lakosok száma | 796  | 777  | 813  |
|               | 2017 | 2018 | 2023 |